# 앙골라비단뱀
앙골라비단뱀(Angolan python)은 남아프리카의 토착종인 독이 없는 비단뱀이다. 도널드 조지 브로드리(1990년)에 따르면, 이 종은 아프리카 서부의 공비단뱀과 가장 밀접한 관련이 있으며, 현재 알려진 아종은 없다. 포르투갈의 박물학자이자 탐험가인 호세 알베르토 데 올리베이라 안치에타의 이름을 따서 지어졌다.

## 설명
앙골라비단뱀은 총 길이(꼬리 포함)가 183cm까지 자랄 수 있다. 색상 패턴은 적갈색에서 갈색에서 거의 검은 바탕에 불규칙한 흰색 또는 크림색 띠와 반점이 겹쳐져 있고, 배가 노르스름하다. 야생에서나 사육 상태에서 보기 드문 희귀종인 이 비단뱀은 "방울 같은" 머리 비늘을 가진 유일한 비단뱀은 유일하다. 머리 양쪽에 5개씩, 윗입술에 열에 민감한 구덩이가 있다. 부드러운 등줄기는 57~61줄로 배열되어 있다.

## 분포 및 서식지
앙골라비단뱀은 아프리카 앙골라 남부와 나미비아 북부에서 발견된다. 앙골라 로비투 인근에서 서식하는 카툼베라가 서식지이다. 서식지는 돌로 된 외딴 곳이나 탁 트인 덤불이나 초원에 바위가 널려 있는 지역이다. 그들은 일주일을 작은 동굴, 돌출부, 틈새에 숨는다.

## 행동 및 생물학
앙골라비단뱀은 가장 가까운 사촌인 공비단뱀과 비슷한 기질을 보인다. 쉭쉭거리는 소리지만, 이건 대부분 허풍이다. 식단은 작은 포유류와 새들로 이루어져 있다. 앙골라비단뱀은 난형이며 한 번에 4-5개의 작은 알이 생산된다. 암컷이 이 과의 일반적인 것처럼 알을 "배양"하는지는 알려지지 않았다. 새끼의 길이는 43~46cm(17~18인치)이다.

## 포획
앙골라에서 오랜 내전으로 인해 앙골라비단뱀은 포획된 경우가 드물다. 전쟁은 끝났지만, 들판과 숲은 지뢰로 뒤덮여 있고, 그들을 잡는 위험을 무릅쓸 사람은 거의 없다.